# Petunia Duffeling
Petunia Duffeling-Evers (Engels: Petunia Dursley-Evans) is een personage uit de Harry Potterreeks door J.K. Rowling.
Petunia is de vrouw van Herman Duffeling en de moeder van  Dirk Duffeling. Zij is de tante van Harry Potter, van moederskant (ze is de zus van Lily Potter). Petunia, Herman en Dirk zijn alle drie Dreuzels.
Harry komt in 1981 bij de Duffelingen wonen en het is Petunia die in 1995 tegen het besluit van Herman ingaat en Harry laat blijven.
Petunia woont zeker meer dan zestien jaar aan de Ligusterlaan 4 in Klein Zanikem, Surrey, Engeland. Petunia is erg geheimzinnig richting haar omgeving: niemand mag weten dat Harry Potter bij haar in huis woont, want dat zou haar reputatie kunnen schaden.
Hoewel ze alles wat met magie heeft te maken schuwt, blijkt ze toch wel enige kennis te hebben van de toverwereld. In haar jeugd heeft ze een brief geschreven naar Albus Perkamentus om te vragen of ze niet toegelaten mocht worden bij Zweinstein, maar ze werd afgewezen en sindsdien heeft ze een hekel aan alles wat met magie te maken heeft. Deze brief werd overigens gelezen door Severus Sneep, een jongen die bij haar en haar zusje Lily in de buurt woonde. Door het lezen van de brief maar nog meer door het feit dat zij geen heks was en Lily wel, is zij altijd erg jaloers gebleven op haar zus.

## Stamboom familie Duffeling
|                  |                  |                  |                  |                  |                  |  |  |                  |                  |                  |                  |                  |                  |                |                |                |                |               |               |               |               |  |  |            |            |            |            |              |              |              |              |              |              |              |              |              |              |
|                  |                  |                  |                  |                  |                  |  |  |                  |                  |                  |                  |                  |                  |                |                |                |                |               |               |               |               |  |  |            |            |            |            |              |              |              |              |              |              |              |              |              |              |
| Margot Duffeling | Margot Duffeling | Margot Duffeling | Margot Duffeling | Margot Duffeling | Margot Duffeling |  |  | Herman Duffeling | Herman Duffeling | Herman Duffeling | Herman Duffeling | Herman Duffeling | Herman Duffeling |                |                | Petunia Evers  | Petunia Evers  | Petunia Evers | Petunia Evers | Petunia Evers | Petunia Evers |  |  | Lily Evers | Lily Evers | Lily Evers | Lily Evers | Lily Evers   | Lily Evers   |              |              | James Potter | James Potter | James Potter | James Potter | James Potter | James Potter |
| Margot Duffeling | Margot Duffeling | Margot Duffeling | Margot Duffeling | Margot Duffeling | Margot Duffeling |  |  | Herman Duffeling | Herman Duffeling | Herman Duffeling | Herman Duffeling | Herman Duffeling | Herman Duffeling |                |                | Petunia Evers  | Petunia Evers  | Petunia Evers | Petunia Evers | Petunia Evers | Petunia Evers |  |  | Lily Evers | Lily Evers | Lily Evers | Lily Evers | Lily Evers   | Lily Evers   |              |              | James Potter | James Potter | James Potter | James Potter | James Potter | James Potter |
|                  |                  |                  |                  |                  |                  |  |  |                  |                  |                  |                  |                  |                  |                |                |                |                |               |               |               |               |  |  |            |            |            |            |              |              |              |              |              |              |              |              |              |              |
|                  |                  |                  |                  |                  |                  |  |  |                  |                  |                  |                  | Dirk Duffeling   | Dirk Duffeling   | Dirk Duffeling | Dirk Duffeling | Dirk Duffeling | Dirk Duffeling |               |               |               |               |  |  |            |            |            |            | Harry Potter | Harry Potter | Harry Potter | Harry Potter | Harry Potter | Harry Potter |              |              |              |              |